# Valle de Ángeles
Valle de Ángeles – gmina (municipio) w południowym Hondurasie, w departamencie Francisco Morazán. W 2010 roku zamieszkana była przez około 14,7 tys. mieszkańców. Siedzibą administracyjną jest miejscowość Valle de Ángeles.

## Położenie
Gmina położona jest w środkowej części departamentu. Graniczy z gminami:
- Dystrykt Centralny od północy,
- San Antonio de Oriente od południa,
- Morocelí i Villa de San Francisco od wschodu,
- Santa Lucía od zachodu.

## Miejscowości
Według Narodowego Instytutu Statystycznego Hondurasu na terenie gminy położone były następujące miejscowości:
- Valle de Ángeles
- Cerro Grande
- El Guanacaste
- El Liquidámbar
- La Sabaneta
- Las Cañadas
- Río Abajo (Playas)